# Толботт, Строуб
Нельсон Стробридж Толботт-третий (англ. Nelson Strobridge Talbott III), или Строуб Толботт (англ. Strobe Talbott; род. 25 апреля 1946 года) — американский дипломат и политолог.
В 1968 году окончил Йельский университет, специализировался по русской истории и литературе. Был членом общества «Череп и Кости». Получил стипендию Родса для обучения в Оксфордском университете, где подружился с будущим президентом США Биллом Клинтоном. В 1971 году получил степень магистра наук Оксфордского университета.
Дипломатический корреспондент (1977–1984), с 1989 — редактор журнала «Тайм». Редактор и переводчик американского издания мемуаров Н. С. Хрущёва.
Заместитель государственного секретаря США в 1994—2001 годах. На этот пост был назначен самим президентом Клинтоном и занимался проблемами России и бывших стран СССР. Неоднократно посещал Россию для переговоров по важнейшим аспектам российско-американских отношений. Участник всех встреч на высшем уровне между президентами России Б. Н. Ельциным и В. В. Путиным и президентом США Б. Клинтоном.
С 2002 по 2017 год президент Брукингского института в Вашингтоне.
Являлся личным другом Билла Клинтона и оказал огромное влияние на формирование его позиции по вопросу расширения НАТО. Сам Толботт был сторонником осторожного и постепенного расширения Альянса.
Автор нескольких книг, среди которых — «Билл и Борис. Записки о президентской дипломатии».
Свободно владеет русским языком.

## Награды
- Памятный знак за личный вклад в развитие трансатлантических отношений Литвы и по случаю приглашения Литовской Республики в НАТО (12 февраля 2003 года, Литва)[4].